# Орлов, Федот Никитич
Федо́т Ники́тич Орло́в (3 [19] февраля 1913 — 13 февраля 1988) — советский лётчик, в годы Великой Отечественной войны командир отряда 21-й отдельной тяжёлой бомбардировочной авиационной эскадрильи Северо-Западного фронта, Герой Советского Союза (1942), полковник ВВС.

## Биография
Родился 3 (19) февраля 1913 года в деревне Малые Ямаши Ядринского уезда (ныне Ядринского муниципального округа) в крестьянской семье. По национальности чуваш. С ранних лет лишился отца. В 1920 году вместе со многими чувашскими детьми был отправлен в подмосковный детский дом на станции Томилино. В 1922 году вернулся в родную деревню, зимой учился в школе, летом с братом пас стадо. Окончив в 1929 году восемь классов в школе села Аликово, по комсомольской путевке был направлен в школу фабрично-заводского ученичества в город Горький (ныне — Нижний Новгород). Окончил ее в 1932 году. Затем работал на Горьковском заводе «Жиртрест», занимался в кружке планеристов.
В мае 1932 года был призван в Красную Армию и направлен в летную школу. В 1935 году окончил Ейскую военную авиационную школу лётчиков. Для прохождения службы молодой лётчик был направлен в ростовскую бригаду дальних бомбардировщиков. Его зачислили в экипаж лейтенанта Гастелло, с которым он прослужил почти 6 лет. Участник боевых действий в Китае. Весной 1939 года Гастелло стал заместителем командира эскадрильи, а вместо него командиром отряда тем же приказом был назначен Федот Орлов. Участвовал в советско-финской войне 1939—1940 годов.
На фронтах Великой Отечественной войны с июня 1941 года. Летал на тяжёлом бомбардировщике ТБ-3. Первые недели войны приходилось почти каждую ночь «висеть» над противником нанося бомбовые удары по движущимся на восток колоннам. Член ВКП(б)/КПСС с 1942 года.
Командир отряда 21-й отдельной тяжёлой бомбардировочной авиационной эскадрильи (Северо-Западный фронт) капитан Орлов к концу 1941 года совершил девяносто два боевых вылета на бомбардировку важных военных объектов в тылу противника, нанеся врагу значительный урон: уничтожил 93 немецких самолёта, более 60 танков, десятки цистерн с горючим, истребил большое количество живой силы.
Указом Президиума Верховного Совета СССР «О присвоении звания Героя Советского Союза начальствующему составу Красной Армии» от 21 июля 1942 года за «образцовое выполнение боевых заданий командования на фронте борьбы с немецкими захватчиками и проявленные при этом отвагу и геройство» удостоен звания Героя Советского Союза с вручением ордена Ленина и медали «Золотая Звезда» (№ 609).
В 1943 году окончил Высшие курсы усовершенствования офицерского состава, службу продолжал в авиационной дивизии особого назначения.
В 1944 году получил именную боевую машину — ему был вручен самолёт Ли-2 (в варианте ночного бомбардировщика), который считается построенным на средства земляков — А. М. Сарскова (колхоз «Красный луч» Алатырского района), П. Н. Майкова и С. М. Соловьева (колхоз «Красное Сормово» Моргаушского района). Участвовал и в войне с Японией. За период войны совершил 144 боевых ночных вылета, более 500 вылетов в дневное время.
После войны продолжил службу в военной авиации. В 1948 году окончил Высшие курсы слепой и ночной подготовки. С 1958 года полковник Орлов Ф. Н. — в запасе, а затем в отставке.
Жил в столице Чувашии — городе Чебоксары. Работал начальником отдела перевозок в Чебоксарском аэропорту, затем контрольным мастером на электроаппаратном заводе, занимался литературной деятельностью (написал книги «Юрататăп эпĕ тăван çĕршыва» (Люблю я свято Родину), «Юрататăп Тăван çĕршыва» (Люблю Родину), «Месть голубой двойки», «Огненные рейсы „Голубой двойки“»). Все эти годы он вел большую общественную работу, являлся депутатом нескольких созывов, членом горкома партии, занимался военно-патриотическим воспитанием молодежи. 
Скончался 13 февраля 1988 года. Похоронен на кладбище «Большие Карачуры» города Чебоксары.

## Награды
- Медаль «Золотая Звезда» Героя Советского Союза;
- Орден Ленина;
- Два ордена Красного Знамени;
- Два ордена Отечественной войны I степени;
- Орден Красной Звезды;
- Медали;
- Звание «Заслуженный работник культуры Чувашской АССР» (1978);
- Медаль «За освобождение Кореи» (КНДР)[5];
- Почётный гражданин Ядринского района (2019, посмертно)[6].

## Память

Мемориальная доска на фасаде дома в Чебоксарах

- Имя Ф.Н. Орлова занесено в Почётную Книгу Трудовой Славы и Героизма Чувашской республики (1978).
- В честь Ф.Н. Орлова названы улицы в Чебоксарах и в родной деревне.
- В Чебоксарах на фасаде дома № 21 по проспекту Ленина, в котором жил Герой, установлена мемориальная доска.
- Мемориальная доска установлена 30.06. 2010 года на фасаде здания Аликовской школы имени И. Я. Яковлева, которую окончил Ф.Н. Орлов.
- В центре Ядрина в честь знаменитого земляка 16 августа 2008 года на постамент был поставлен самолёт Л-29, а под ним закреплена мемориальная таблица.
- Подлинные вещи Ф.Н. Орлова (лётная куртка, планшет, наградные документы и фотографии) хранятся в экспозиции музея В. И. Чапаева в Чебоксарах.

### Фотогалерея

Постамент с самолётом Л-29 в Ядрине
Постамент с самолётом Л-29 в Ядрине (Вид сбоку)
Мемориальная таблица Ф.Н.Орлову внизу постамента
Наградная грамота к званию Героя Советского Союза
Личные вещи Ф. Н. Орлова в экспозиции музея В. И. Чапаева в Чебоксарах